# Pedostrangalia adaliae
Pedostrangalia adaliae är en skalbaggsart som först beskrevs av Edmund Reitter 1885.  Pedostrangalia adaliae ingår i släktet Pedostrangalia och familjen långhorningar. Inga underarter finns listade i Catalogue of Life.